# Antharmostes violetta
Antharmostes violetta är en fjärilsart som beskrevs av Max Joseph Bastelberger 1909. Antharmostes violetta ingår i släktet Antharmostes och familjen mätare. Inga underarter finns listade i Catalogue of Life.